# Heinrich Wideburg (Theologe, 1587)
Heinrich Wideburg, auch Wiedeburg (* 1587 in Neustadt am Rübenberge; † 15. Juni 1648 in Wolfenbüttel), war ein deutscher evangelisch-lutherischer Theologe und Mathematiker.

## Leben
Heinrich Wideburg entstammte einer Pfarrersfamilie und wurde 1587 in Neustadt am Rübenberge im Fürstentum Calenberg als Sohn des Superintendenten Ludolf Wideburg geboren. Zwei seiner Brüder gelangten später ebenfalls in hohe geistliche Ämter des Fürstentums Braunschweig-Wolfenbüttel. Heinrich Wideburg studierte unter anderem evangelische Theologie an der Universität Gießen. In Gießen heiratete er 1615 Gertrud Mentzer (1597–1667), Tochter des Marburger Theologieprofessors Balthasar Mentzer d. Ä. Von 1615 bis 1617 war Wideburg Professor für Mathematik an der Universität Gießen. Zur Zeit des Dreißigjährigen Krieges war er in den Jahren von 1617 bis 1647 Hauptpastor an der Wolfenbütteler Hauptkirche BMV und gleichzeitig Generalsuperintendent der Generalinspektion Wolfenbüttel der Braunschweigischen Landeskirche. Von 1632 bis 1647 nahm er als Konsistorialrat weitere kirchenleitende Aufgaben wahr.
Während der von 1627 bis 1643 herrschenden kaiserlichen Besetzung der Stadt Wolfenbüttel wirkte Wideburg erfolgreich darauf hin, die bestehende Kirchen- und Schulsituation aufrechtzuerhalten. Er wurde 1633 von den Besatzern zeitweise mit Arrest und Amtsverbot belegt, da er unbegründet verdächtigt worden war, bei der Flucht eines schwedischen Offiziers mitgeholfen zu haben. Wideburgs Gemeinde setzte sich beim kaiserlichen Festungskommandanten und bei Herzog Friedrich Ulrich für seine Freilassung ein.
Mit dem 1608 begonnenen Bau der Wolfenbütteler Hauptkirche BMV wurde auch zu Kriegszeiten fortgefahren. Bau und Innenausstattung waren 1626 weitgehend vollendet. Bei Fragen der Gestaltung des Innenraums war Wideburg als einer der herzoglichen Baudirektoren offensichtlich beteiligt. Im Oktober 1647 wurde er, gegen den Widerstand des Kanzlers Johann Schwartzkopf und der Theologen der Universität Helmstedt, zum Oberhofprediger und Generalissimus ernannt. Wideburg starb am 15. Juni 1648 im Alter von 60 oder 61 Jahren in Wolfenbüttel, wo er am 26. Juni im Wideburgischen Erb-Begräbnis bestattet wurde.

## Schriften (Auswahl)
- M. Henrici Wideburgii Mathem. in Florentissima Academia Giessena Professoris publici Disputationes Astronomicae : In Quibus: Quam Plurimarum, Gravissimarum, praecipue Astronomicarum quaestionum Veritas singulari brevitate & perspicuitate proponitur, illustratur, & demonstratur: Publice sub ipsius praesidio a philosophantibus ventilatae, & jam aliis quoque communicatae. Verlag Kaspar Chemlin, Gießen 1615. (Digitalisat)
- Descriptionem veri Christiani, unde cognosci possit, et quomodo in Christianissimo versari debeat.
- Concionem gratulatoriam, cum dux Augustus in sedem suam Wolfenbytanam rediret.